# 104e régiment de manœuvres opérationnelles
Pour les articles homonymes, voir 104e régiment.
Le 104e régiment de manœuvres opérationnelles (104e RMO) (en arabe : الفوج 104 للمناورات العملياتية) est un régiment de forces spéciales des forces terrestres algériennes, il est le régiment d'opérations spéciales de l'armée algérienne.

## Historique
Le 104e Régiment de manœuvres opérationnelles est créé le 2 novembre 2005 afin de venir en appui au GIS et de participer également aux opérations antiterroristes en Algérie. De plus les forces terrestres algériennes voulaient à l'époque également avoir leur propre régiment de forces spéciales, car elle n'avait auparavant que des unités de chocs, les Régiments de parachutistes commandos (RPC) qui ne sont pas des forces spéciales mais des unités spécialisées un peu à l'image des rangers de l'armée américaine. De par leur formation et leur entraînement chez les Special forces américaines, le 104e RMO a adopté une organisation qui s'inspire beaucoup de ces derniers, ainsi que des unités de forces spéciales type OTAN.
Il est considéré comme l'équivalent algérien des Special Forces américains, ces derniers[pas clair] ont également pu bénéficier de formations, d'entraînements et de stages poussés à l'étranger comme aux États-Unis, où ces derniers se rendent régulièrement chez les green berets Américains.
Le 104e RMO se trouve également dans la même ville que l'École de formation commando et d'initiation au parachutisme (EFCIP) de Boghar.

## Organisation
Le 104e RMO possède plusieurs compagnies de combat qui ont chacune leurs spécificités et leurs spécialités.
- Un état-major
- Une compagnie de patrouille motorisée, spécialisée dans la reconnaissance et la destruction dans la profondeur ; elle utilise pour cela des véhicules de patrouille armées légers.
- Une compagnie de combat en milieu urbain. Cette compagnie comprend également des gardes du corps, des groupes CTLO (Contre-Terrorisme et Libération d'Otages), ainsi que des tireurs d'élite.
- Une compagnie de reconnaissance, spécialisée dans l’acquisition de renseignements, la recherche et la neutralisation à longue distance. Elle possède en son sein des groupes de tireurs d'élite longue distance (TELD).
- Une compagnie de recherche et d'assaut, spécialisée dans les actions spéciales et le combat en environnement dégradé, tel que la haute montagne ou encore la forêt dense. De plus ces opérateurs sont formés aux techniques d'alpinisme et de franchissement (canyons, falaises, plans d'eau etc).
- Une compagnie d'appui, dont les membres sont particulièrement tournés vers la 3e dimension et le milieu aquatique. Elle possède notamment des groupes de chuteurs opérationnels[2] ainsi que des groupes d'assaut amphibie.
- Une compagnie d'instruction spécialisée, qui assure la sélection, les cursus de formation avancés, les formations continues ainsi que le recyclage des éléments. Le groupe d'instruction spécialisée dispense les stages de perfectionnement et de spécialité, comme tireur d’élite, libération d'otages, contre-terrorisme, protection rapprochée, etc. La compagnie dispose aussi d'une plateforme d'entraînement pour "driller" : bâtiments, maquettes d'hélicoptères, et aires servant à des reconstitutions de maisons, couloirs, appartements etc. Elle assure également des formations avancées aux autres unités spéciales ou d'intervention en Algérie, comme le RSI de la garde républicaine ou encore le DSI de la gendarmerie, mais elle peut également former des unités étrangères.
- Une compagnie de soutien logistiqueDes opérateurs du 104e RMO durant une démonstration de libération d'otages.

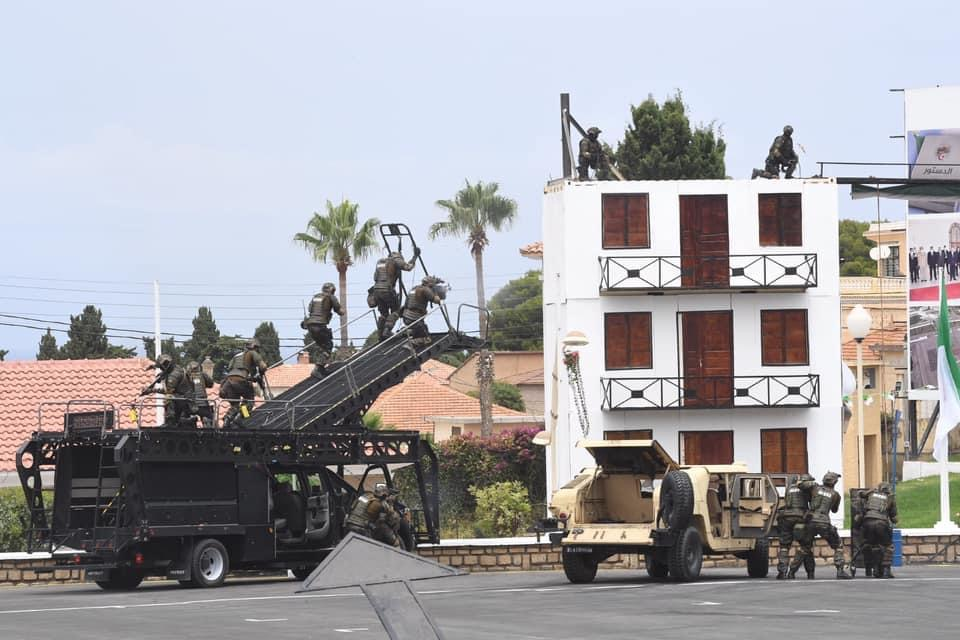
Des opérateurs du RMO durant une démonstration de libération d'otages.

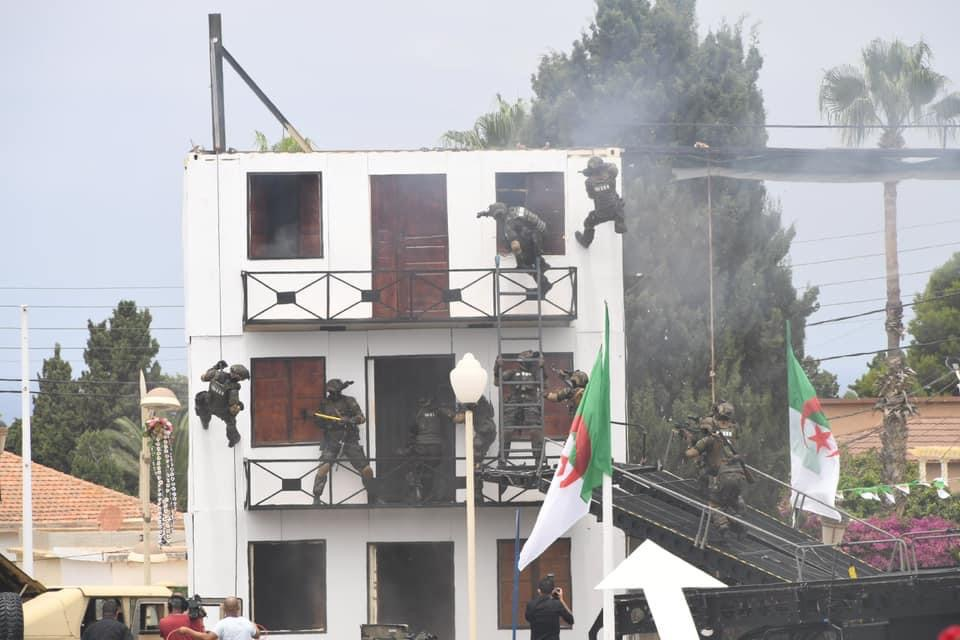
Des opérateurs du RMO durant une démonstration de libération d'otages.

## Missions
Comme le 104e RMO est une unité Force de réaction rapide (en), elle est donc prête à intervenir à tout moment et partout sur le territoire national, en toutes circonstances, sans préavis, en temps de paix, de guerre ou lors des crises comme ce fut le cas lors de la prise d'otages de Tiguentourine par exemple.
Le 104e RMO à donc pour mission :
- La lutte anti-terroriste
- La reconnaissance spéciale
- La libération d’otages
- L'interception, poursuite et neutralisation de cibles
- La réalisation d'opérations spéciales
- La protection et l'escorte de VIP

## Recrutement
La première étape de recrutement commence par la sélection des membres venus de différentes structures de formation, et d’instruction à l'école de formation commando et d'initiation au parachutisme (EFCIP), et à l'École supérieure des troupes spéciales (ESTS).
Lors des sélections ils sont testés sur leurs capacités physiques, mentales et techniques.

## Formation

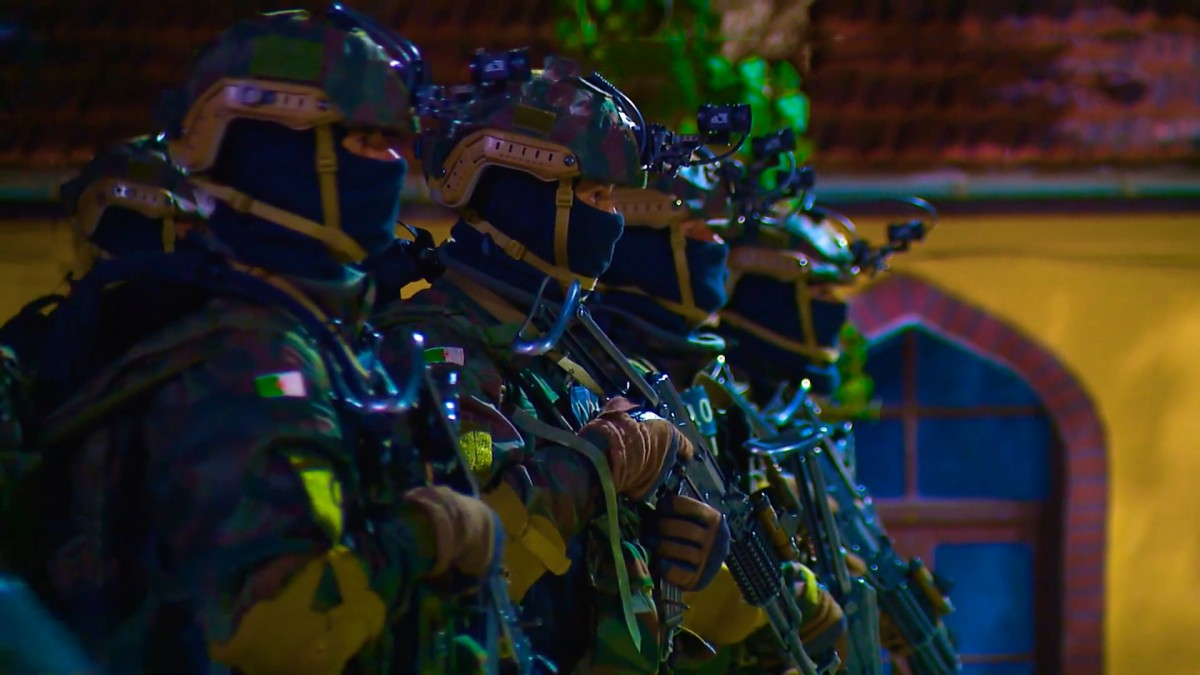
Des opérateurs du RMO lors d'une démonstration nocturne

À l'issue de cette sélection seuls les meilleurs sont sélectionnés afin de poursuivre leur intégration au sein du régiment, ils seront donc intégrés au sein de la compagnie d'instruction spécialisée ou ces derniers recevront une instruction spéciale, physique, psychologique, tactique et technique.
ils sont notamment formés sur les techniques commandos, la survie, l’aguerrissement, les sports de combat, et le combat avancé avec les différents volets du combat spécialisé.
Le but de cette phase est de permettre aux stagiaires de réaliser les missions assignées, du moins complexe au plus complexe, de maîtriser parfaitement les matériels et les systèmes d’armes, et de s’entraîner à les exploiter de manière optimale.
Pour cela le 104e RMO est doté d’équipements, et d'infrastructures lui permettant d’exécuter des actions de combat dans les différents théâtres d’opération et d'environnements (comme la forêt, les milieux désertiques ou semi-désertiques, urbaine, aquatique etc.) dans les conditions climatiques et environnementales les plus défavorables.
Concernant l’instruction physique et psychologique, le régiment dispose de divers parcours permettant aux stagiaires de s'aguerrir.
Ces derniers sont également entraînés à la maîtrise du combat corps à corps, au franchissement d’obstacles, à la réalisation du parcours psychologique et à la maîtrise des arts martiaux mixtes (MMA).
Néanmoins ces derniers sont en formation continue, et un recyclage est réalisé régulièrement aux opérateurs du régiment.

Ils participent aussi régulièrement à des formations et à des exercices à l'étranger notamment aux États-Unis  encore en Russie,.

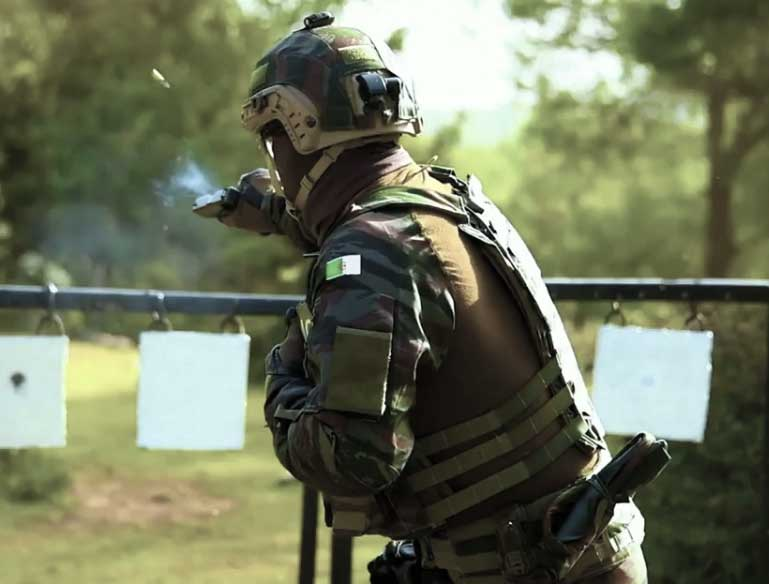
Un opérateur du RMO lors d'une démonstration de tir.

## Matériel et équipement

### Armement
Les opérateurs du 104e RMO possède plusieurs panels d'armements qui partent du pistolet-mitrailleur au fusil lourd de précision, ces derniers sont en double dotation (pistolet et fusil d'assaut) avec plusieurs types de grenades.

#### Arme de Poing
- Glock 17, Glock 19  et Glock 26 en 9 × 19 mm Parabellum.
- Glock 31 en .357 SIG.
- Caracal en 9 × 19 mm

Des lampes tactiques, viseur laser, silencieux ainsi que des kits RONI sont souvent montés sur les Glock 17 qui est l'arme principale des opérateurs du 104e RMO.

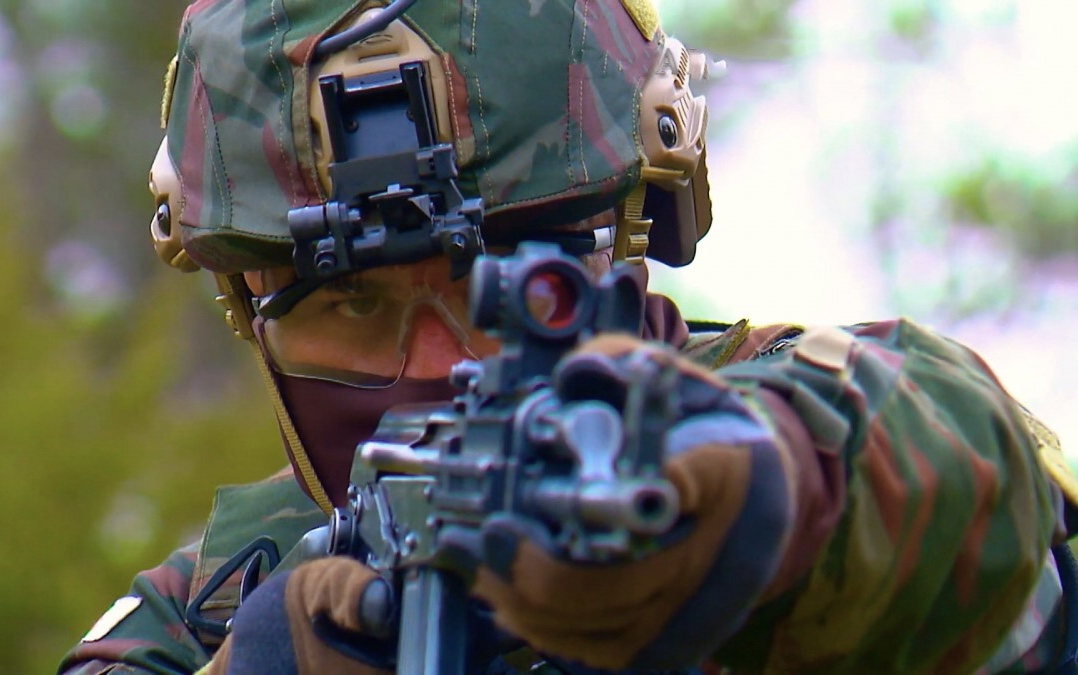
Un opérateur du RMO lors d'une démonstration de tir.

#### Fusil d'assaut
- AKM
- AKMS
- HK 416
- Colt M4
- HK G36

Les fusils d'assaut sont personnalisés selon l'opérateur mais on peut généralement trouver sur ces armes des viseurs laser, des lampes tactiques, des silencieux, des crosses anti-recul des optiques etc.

#### Fusil Mitrailleur

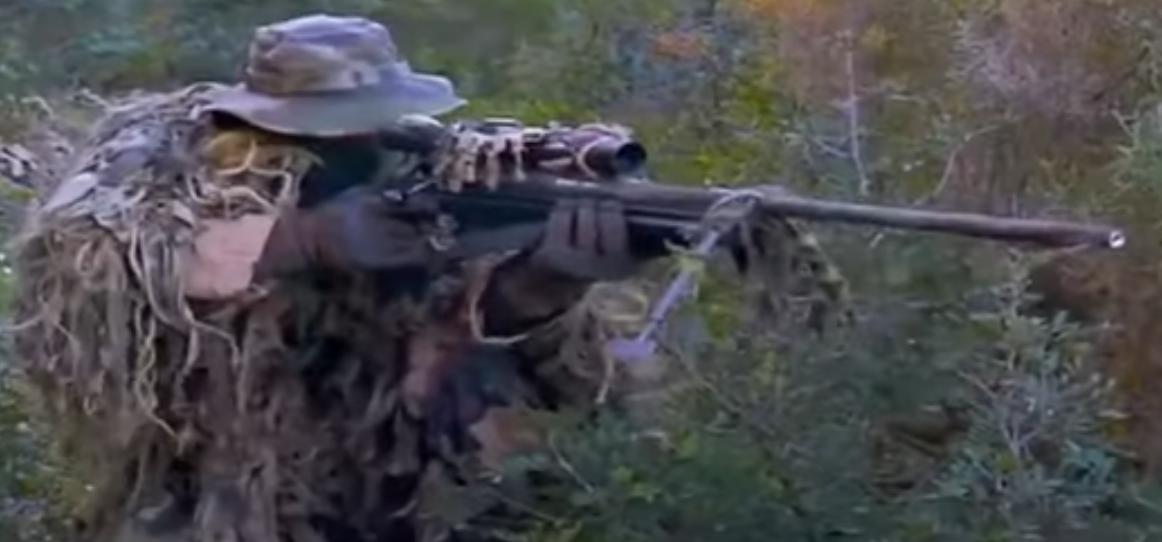
Un tireur d'élite du RMO lors d'une démonstration de tir.

- PKM

#### Fusil de précision
- SVD
- Zastava M93 Black Arrow (en)
- Sako TRG 22

#### Fusil à pompe
- Beretta RS202M2
- Franchi SPAS 12

#### Autre
- RPG-7
- RPG-29

### Équipement individuel

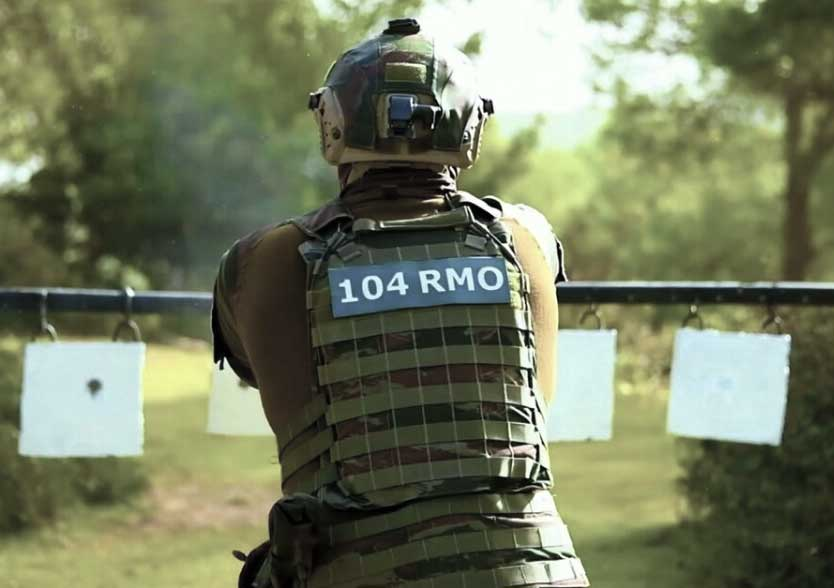
Un opérateur du RMO lors d'une démonstration de tir.

- Treillis des troupes spéciales (lizard) ou (woodland)
- Chaussures : Bottes de combat
- Casque : Casque fast ops core, casque team wendy exfil ballistic[2]
- Gilet porte plaques
- Ceinture tactique
- Garnitures de coude et genoux
- Lunettes de protection
- Cagoule ou cache cou
- Gants de protection
- Holster de cuisse ou de hanche
- Camelback
- Ghillie suit (pour les tireurs d'élite et de précision)

#### Spécial

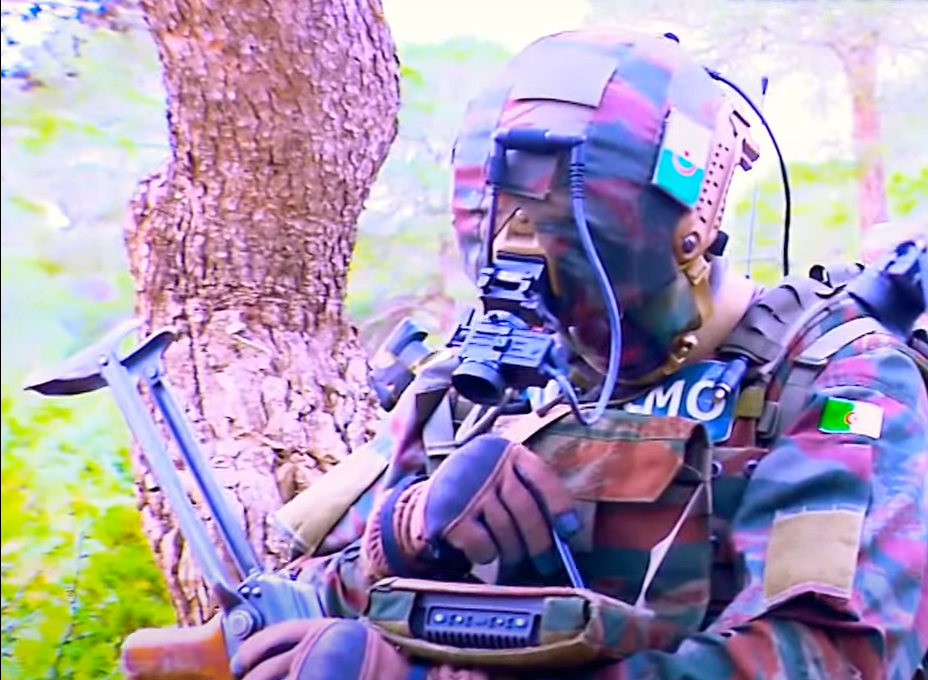
Un opérateur du RMO utilisant le système Gladius 2.0

- Bouclier pare-balle (léger et lourd à roues)
- Mallette de protection en kevlar
- Appareil de vision nocturne
- Viseur SWORD T&D
- Viseurs nocturnes et infrarouges
- Appareil de transmission individuel
- Radios
- Système allemand Gladius 2.0[7]
- Drone Black Hornet.

## Moyens de transport

### Véhicules
- Véhicules tout-terrain Toyota Land Cruiser, Mercedes Classe G, Nissan Patrol, etc.

#### Véhicules spéciaux

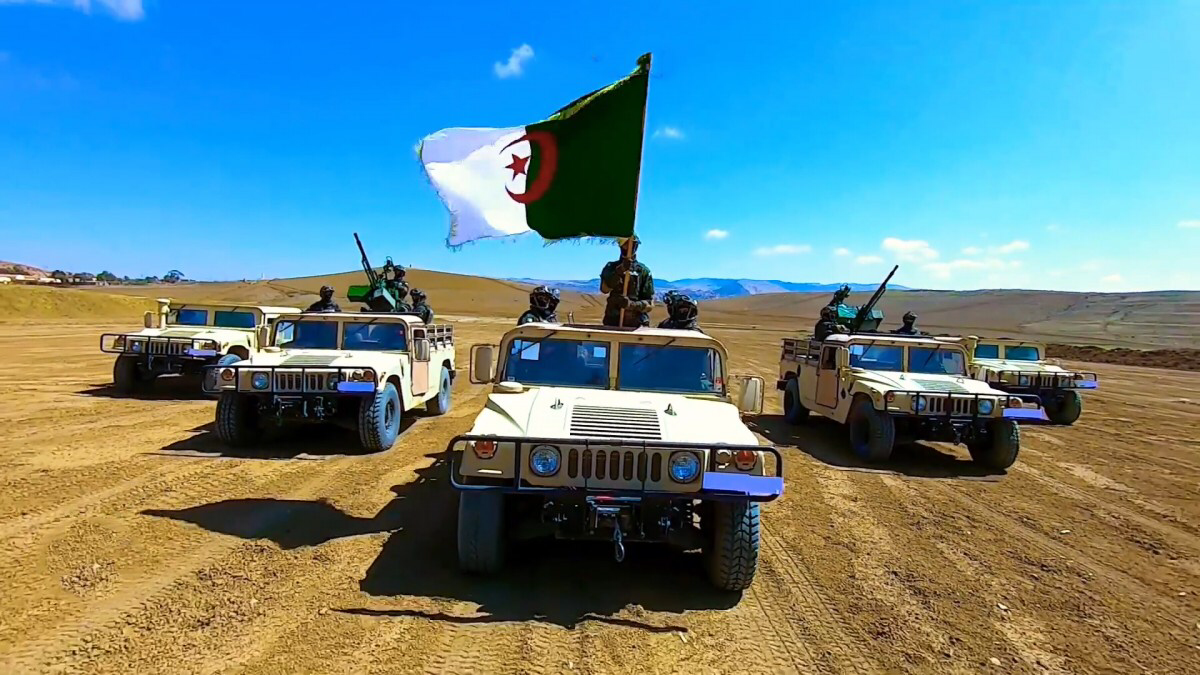
Patrouille motorisé "" du RMO.

- Véhicule tout-terrain Ford F-150 Mobile Adjustable Ramp System (MARS)
- Humvee sous différentes configurations: transport de troupes, véhicule de patrouille, véhicule de transport blindé.
- VBL Nimr .

### Moyens aériens
- Mil Mi-171Sh des Forces aériennes algériennes
- Avions de transports appartenant aux Forces aériennes algériennes (C130, Casa C295, Il-76...)